# Reningsverk
Reningsverk är en anläggning där avloppsvatten renas innan det släpps ut i naturen (recipienten). Avloppsvattnet distribueras med hjälp av avloppsledningar och kloaker till reningsverket. I ett traditionellt avloppsreningsverk sker reningen i tre steg: Mekanisk, biologisk och kemisk rening.

## Mekanisk rening

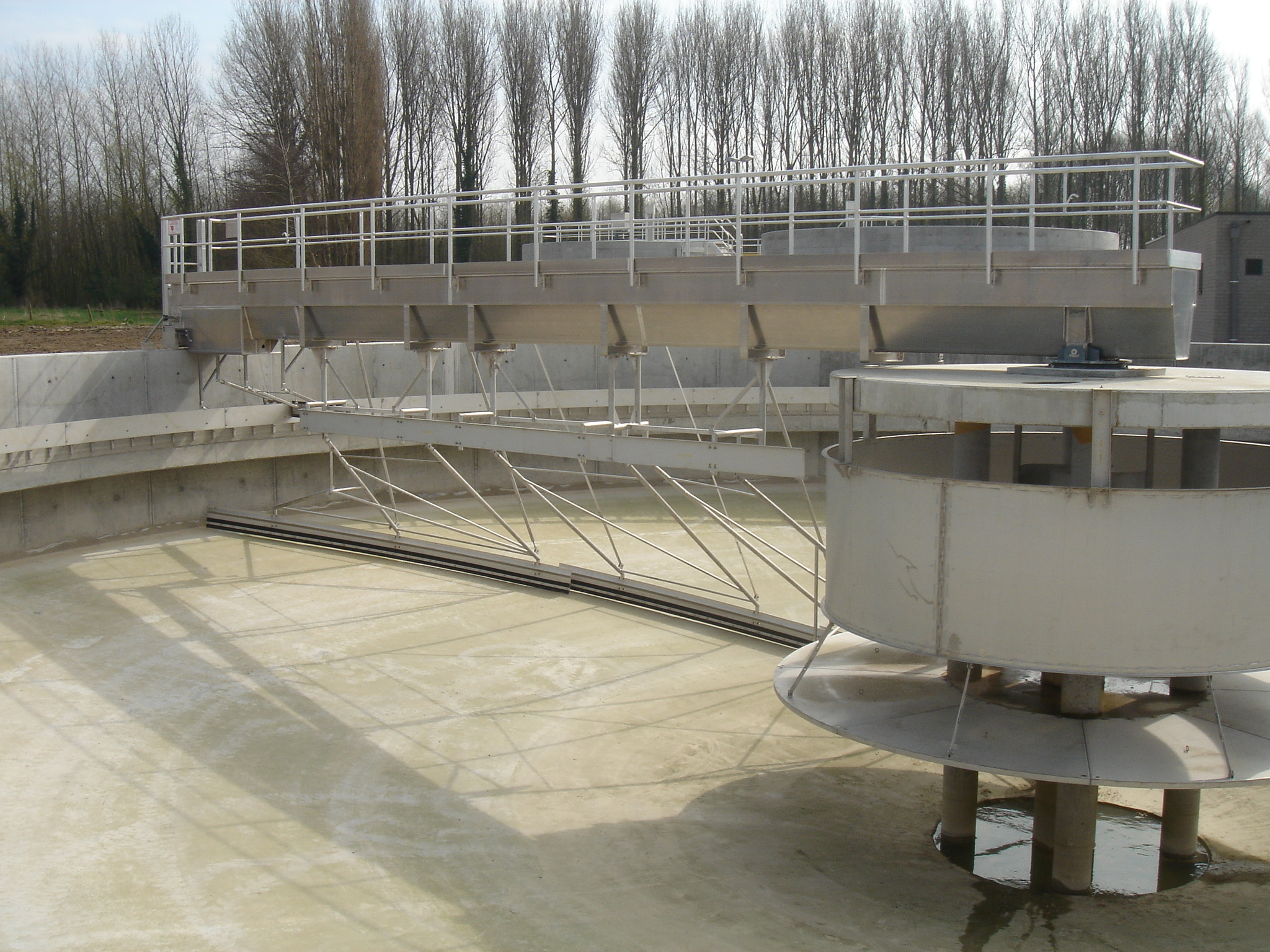
Cirkulär sedimenteringsbassäng med konisk botten och slamskrapa för att föra in slammet till centrum av tanken där det pumpas bort till slambehandlingen.

Den mekaniska reningen syftar till att avlägsna allt fast material ur avloppsvattnet som skulle kunna störa processen i de senare stegen i reningsverket.

### Rensgaller
I rensgallret avskiljs fasta föremål som toalettpapper, plastpåsar, kondomer med mera. Det fasta avfallet skrapas sedan av från rensgallret och körs till deponi eller förbränning. På senare år har det blivit vanligt att tvätta renset på plats för att minska kvittblivningsvolymen, eftersom deponiavgifterna är en kostsam del i driftskostnaderna.

### Sandfång
För att minska slitaget på pumpar och annan utrustning på reningsverket så skiljer man av sand, grus och andra hårda partiklar. I sandfånget håller man en kontrollerad vattenhastighet så att all sand och grus sedimenterar men bara en mindre mängd biologiskt material. På många reningsverk tvättas även den avskilda sanden för att minska mängden organiskt material till deponi och minska luktproblem när sanden deponeras.

### Försedimentering
I försedimenteringen låter man de största biologiska partiklarna sedimentera. Slammet som bildas pumpas bort till slamhanteringen. Vanligtvis är sedimenteringsbassängen även utrustad med ytskrapor som samlar in fett och olja som samlas på ytan.

## Biologisk rening
Den biologiska reningen syftar till att med hjälp av mikroorganismer bryta ner och koncentrera organiskt material som är löst i avloppsvattnet och som inte kan sedimenteras bort direkt. Genom att mikroorganismerna lever och förökar sig genom att förbruka lösta näringsämnen i avloppsvattnet så kan man sedan avskilja mikroorganismerna, i till exempel en eftersedimentering. Även avskiljning av kvävenärsalter sker på biologisk väg där närsalterna i flera steg övergår till kvävgas, genom nitrifikation och denitrifikation. Små mängder bensin, motorolja eller andra gifter kan dock försämra reningsverkets reningsförmåga genom att giftet dödar mikroorganismerna.

### Aktivt slam

I stora luftningsbassänger får bakterier och protozoer bryta ner biologiskt material. I den efterföljande sedimenteringsbassängen avskiljs slammet, en del av slammet pumpas tillbaka till luftningsbassängerna för att behålla en bakteriestam i processen, detta kallas returslam. Resterande slam pumpas till slamhanteringen, detta kallas överskottsslam. Det renade vattnet leds till det kemiska reningssteget. Luftningen, som är den mest energikrävande processen på reningsverket, krävs för att mikroorganismerna ska kunna förbruka det organiska materialet som finns upplöst i vattnet, aerob. Luften trycks vanligen ned i bassängen med stora kompressorer och blåses ut som bubblor genom perforerade rör, gummimembran eller keramiska material.
Ett vanligt förekommande sedimenteringsproblem är så kallad slamsvällning, som kan orsakas av filamentbildande (trådformiga) bakterier. Dessa påverkar slammet så att det inte blir tillräckligt kompakt vid sedimenteringen, och kan leda till att slam följer med utgående vatten och överbelastar efterföljande filtreringssteg. Detta problem kan leda till att kostnaderna för rening av närsalter och organiskt material ökar, och att förlusten av den aktiva biomassan (bakterier och protozoer) ut ur systemet kan försämra den biologiska reningen.
Ett försök med att behandla returslam med ozon för att bekämpa filament skedde under 2006–2007 vid Himmerfjärdsverket i Stockholm. Resultaten blev över förväntan och den nya ozontekniken installerades under 2008 som ordinarie behandling i avloppsreningsverket, för att få bukt med filamenten som ställer till med sedimenteringsproblem.

#### Kväverening
Aktivslamprocessen kan innefatta kväverening, t.ex. på kommunala reningsverk där avloppsvattnet innehåller mycket kväve. Kväverening sker genom att kvävet i det inkommande avloppsvattnet (framförallt ammoniumkväve, NH4) genom nitrifikation och denitrifikation omvandlas till kvävgas (N2). Nitrifikation kräver syresatta förhållanden, och denitrifikation kräver syrefria förhållanden. Nitrifikationssteget är därför luftat. 
Kvävereningen kan konfigureras/designas på olika sätt: nitrifikation följt av denitrifikation, eller denitrifikation följt av nitrifikation (det senare kallas fördenitrifikation). I denitrifikationssteget krävs organiskt kol. Vid processutformningen nitrifikation → denitrifikation konsumeras mycket av det i avloppsvattnet naturligt förekommande organiska kolet i nitrifikationssteget, och en extern kolkälla krävs då i denitrifikationssteget. Vid fördenitrifikation återförs vattnet från nitrifikationssteget till denitrifikationssteget. Vid fördenitrifikation kan det organiska kolet i vattnet utnyttjas i denitrifikationen, men metoden ger inte lika hög avskiljning av kväve som nitrifikation följt av denitrifikation.

#### Driftparametrar

##### Uppehållstid
Beskriver hur lång tid som vattnet behandlas i bassängen.
Uppehållstid{\displaystyle ={\frac {V}{Q_{in}}}} (h)
- V = volym på luftningsbassängen (m³)
- Qin = inkommande flöde (m³/h) returslamflödet ej medräknat.

##### Slambelastning
Beskriver förhållandet mellan tillförd mängd organiskt material BOD7 per dygn och befintlig mängd mikroorganismer (slammängd) i luftningsbassängen. Med andra ord så är det ett mått på hur mycket näring som tillförs varje mikroorganism per dygn.
{\displaystyle Slambelastning={\frac {Q\cdot BOD_{7in}}{V\cdot SS_{m}}}}kg BOD7/(m³ SS dygn)
- V = volym på luftningsbassängen (m³)
- Q = dygnstillrinningen (m³/d)
- BOD7 in=BOD7-halt i inflödet till luftningsbassängen (kg BOD7/m³)
- SSm=medelslamhalten i luftningsbassängen. kg SS/m³

Aktivslamprocessen uppdelas vanligen i tre grupper med avseende på slambelastningens nivåer enligt följande

- Högbelastad = 0,7–1,5 kg BOD7/(m³ SS dygn)
- Normalbelastad = 0,3–0,7 kg BOD7/(m³ SS dygn)
- Lågbelastad = 0,05–0,3 kg BOD7/(m³ SS dygn)

##### BOD-belastning
Beskriver förhållandet mellan tillförd mängd organiskt material BOD7 per dygn och volymen på luftningsbassängen.
{\displaystyle BOD-belastning={\frac {Q\cdot BOD_{7in}}{V}}}
- V = volym på luftningsbassängen (m³)
- Q = dygnstillrinningen (m³/d)
- BOD7 in=BOD7-halt i inflödet till luftningsbassängen (kg BOD7/m³)

För en normalbelastad aktivslamprocess ligger BOD-belastningen på mellan 1 och 1,5 kg BOD7/(m³ dygn)

##### Slamålder
Slamålder{\displaystyle ={\frac {V\cdot SS_{m}}{Q_{o}\cdot SS_{o}+Q_{ut}\cdot SS_{ut}}}}
- V = volym på luftningsbassängen (m³)
- Qut = utgående avloppsvattenflöde från biosteget. (m³/h)
- Qo = överskottsslamflöde (m³/h)
- SSm= medelslamhalten i luftningsbassängen.
- SSo= solidsubstanshalt i överskottsslammet.
- SSut= solidsubstanshalt i utgående vatten.

För en normalbelastad aktivslamprocess så ligger slamåldern på cirka 3–4 dygn, högbelastade anläggningar har en slamålder på mellan 0,5 och 1,5 dygn. För att genomföra hela kväveavskiljningen direkt i aktivslamprocessen krävs en slamålder på 10–15 dygn. Vid slamåldrar över 20 dygn krävs ingen stabilisering av överskottsslammet.

### Biobädd

Principskiss av biobädd

I en biobädd renas avloppsvattnet under aeroba förhållanden. Reningen sker genom att avloppsvattnet får sippra genom en bädd av sten eller plastkroppar som är täckta av en hinna av mikroorganismer.

#### Driftparametrar

##### BOD-belastning
Beskriver förhållandet mellan tillförd mängd organiskt material BOD7 per dygn och volymen på biobädden.
{\displaystyle BOD-belastning={\frac {Q\cdot BOD_{7in}}{V}}}
- V = bäddvolym  (m³)
- Q = dygnstillrinningen (m³/d)
- BOD7 in=BOD7-halt i inflödet till biobädden (kg BOD7/m³)

BOD-belastningen för en högbelastad biobädd är normal cirka 1 kg BOD7/(m³ dygn) för en bädd med stenfyllning och cirka 2–3 kg BOD7/(m³ dygn) för plastfyllning.

## Kemisk rening
Efter mekanisk och biologisk rening återstår nästan alla fosfater från bland annat avföring, tvättmedel och avloppsvatten från industrier. För att få bort dessa tillsätter man kemikalier som till exempel järnklorid eller aluminiumjoner, vilket är vanligast att man använder, som binder fosfaterna. Det bildas då en fällning som sjunker till bottnen i en sedimentationsbassäng. Slammet från den kemiska reningen pumpas till slamhanteringen där det efterbehandlas tillsammans med slam från övriga processer.

## Slamhantering
Syftet med slamhanteringen är att minska volymen på slammet, hindra spridning av smittoämnen samt att minska luktproblemen på det fasta material som måste deponeras eller på annat sätt återanvändas.
Slambehandlingen inleds normalt med en förtjockning för att öka torrsubstanshalten. Den vanligaste typen av förtjockare är sedimenteringsförtjockaren. Förtjockningen minskar betydligt volymen av slammet som ska behandlas. Därefter vidtar själva stabiliseringen av slammet för att bryta ner organiskt material så att slammets volym minskar och förhindra förruttnelseprocesser i slamlagret. Två huvudsakliga metoder för stabilisering förekommer.

### Anaerob stabilisering
Genom en anaerob (syrelös) process kallad rötning omvandlas det organiska materialet i slammet i en rötkammare till utrötat slam, slamvatten och rötgas. Rötgasen består av koldioxid, metan och mindre mängder svavelväte. I äldre tider så eldades rötgasen upp i fackla utan att någon energi togs tillvara, endast i syfte att bli kvitt den potentiellt explosiva gasen. I modernare reningsverk så strävar man efter att tillvarata energiinnehållet i rötgasen. Det enklaste sättet är helt enkelt att förbränna gasen i en värmepanna som förser verket med processvärme och värme till verkets byggnader. Om gasen renas så att den kan användas för att driva en förbränningsmotor så kan man med en fast installerad motor driva en generator som förser verket med en del av behovet av elenergi. Den renade gasen kan även distribueras och användas som fordonsbränsle (biogas).

### Aerob stabilisering
Vid aerob stabilisering (slamluftning) sker omvandlingen av organiskt material i närvaro av syre. Processen är enklare att driva än rötningen men ger inte möjlighet att tillvarata den energirika rötgasen. Processen drivs vanligtvis i liknande bassänger som aktivslamprocessen.

### Avvattning
Det stabiliserade slammet avvattnas sedan en sista gång för att minska slamvolymen. Vattnet som skiljs ut från slammet kallas rejektvatten och återförs till den biologiska reningen. Vanligtvis används centrifuger eller olika typer av pressar för att avvattna slammet. Det avvattnade slammet kan användas som gödning ifall halterna av tungmetaller är låga, annars deponeras eller förbränns slammet.

## Andra reningssteg
- Infiltration
- Ozon-desinfektion (Kan bryta ner läkemedelsrester)
- UV-desinfektion (Gör att mikroorganismer inte förökar sig)
- Aktivt kol (pulveriserat, PAK, eller granulerat, GAK, avskiljning av läkemedelsrester framförallt genom adsorption)
- Membranbioreaktor (MBR, aktivslamprocess där sedimenteringssteget är ersatt med mikrofilter eller ultrafilter)
- MBBR (Moving bed biofilm reactor, process med bärare på vilka en biofilm tillväxer).